# Curtis Campher
Curtis Campher (* 20. April 1999 in Johannesburg, Südafrika) ist ein irischer Cricketspieler, der seit 2020 für die irische Nationalmannschaft spielt.

## Kindheit und Ausbildung
Aufgewachsen in Johannesburg spielte er unter anderem in der U19-Nationalmannschaft von Südafrika. Mit dieser absolvierte er unter anderem eine Tour in England.

## Aktive Karriere
Da seine Großmutter Irin war und er wie seine Mutter einen irischen Pass besaß entschied er sich, als die Chancen in das südafrikanische Team aufzusteigen schlecht standen, zu Beginn des Jahres 2020 nach Irland auszuwandern. Dort erhielt er einen Entwicklungsvertrag und absolvierte eine erste Tour mit dem A-Team nach Namibia. Bei der Tour in England im Sommer 2020 gab er sein Debüt in der Nationalmannschaft und konnte in seinen ersten beiden ODIs jeweils ein Half-Century erreichen (59* und 68 Runs). Ein weiteres Fifty konnte er im Januar 2021 gegen die Vereinigten Arabischen Emirate (56 Runs), wobei er als Spieler der Serie ausgezeichnet wurde und im Sommer gegen Südafrika (54 Runs) erzielen. Im August 2021 absolvierte er sein erstes Twenty20 gegen Simbabwe. Bei der Twenty20-Serie in den Vereinigten Arabischen Emiraten erzielte er im ersten Spiel 3 Wickets für 19 Runs, wofür er als Spieler des Spiels ausgezeichnet. Beim ICC Men’s T20 World Cup 2021 konnte er gegen die Niederlande 4 Wickets für 26 Runs erreichen und wurde dort ebenfalls als Spieler des Spiels ausgezeichnet. Ebenfalls 4 Wickets (4/25) konnte er bei der Tour in den USA im Dezember 2021 erreichen.